# Liz Truss
Mary Elizabeth Truss, detta Liz (Oxford, 26 luglio 1975), è una politica britannica, primo ministro del Regno Unito dal 6 settembre al 25 ottobre 2022 e allo stesso tempo leader del Partito Conservatore.
Membro del Parlamento (MP) per il South West Norfolk dal 2010 al 2024, già membro del governo britannico dal 2014, in questo periodo è diventata segretario di Stato per l'ambiente, l'alimentazione e gli affari rurali nel governo Cameron I. Nominata lord cancelliere e segretario di Stato per la giustizia nel 2016 sotto Theresa May, successivamente è nominata segretario di Stato per il commercio internazionale e presidente della Commissione per il commercio nel 2019 sotto Boris Johnson, sarà poi segretario di Stato per gli affari esteri, del Commonwealth e dello sviluppo nel 2021.
È stata la quindicesima e ultima prima ministra sotto il regno di Elisabetta II, nominata solo due giorni prima della morte di quest'ultima, e la prima sotto quello di Carlo III. Terminato il periodo di lutto per la morte della Regina, ha annunciato una manovra finanziaria consistente in 45 miliardi di sterline di tagli alle tasse e in un taglio drastico degli oneri sociali, provocando una reazione negativa da parte dei mercati finanziari e una consistente svalutazione della sterlina. Dopo alcune dimissioni dei suoi ministri, tra cui quella del cancelliere dello Scacchiere Kwasi Kwarteng, e in seguito a un crescente malcontento all'interno del Partito Conservatore, il 20 ottobre ha annunciato le sue dimissioni dopo soli 44 giorni da primo ministro, rimanendo in carica fino all'insediamento del suo successore Rishi Sunak, avvenuto il 25 ottobre, e facendo del suo il governo più breve nella storia britannica.
Ideologicamente è considerata una thatcheriana e libertaria di destra.

## Biografia
Mary Elizabeth è nata il 26 luglio 1975 a Oxford, in Inghilterra, da John Kenneth Truss e Priscilla Mary Grasby. Ha tre fratelli minori: Chris, Patrick e Francis. Suo padre è professore emerito di matematica pura all'Università di Leeds, mentre la madre era un'infermiera, insegnante e membro della Campagna per il disarmo nucleare. Truss ha descritto entrambi come «a sinistra del Partito Laburista». Quando Truss in seguito si candidò alle elezioni per il Parlamento, sua madre accettò di fare campagna per lei, mentre suo padre rifiutò di farlo. I suoi genitori hanno divorziato nel 2003.
La famiglia si trasferì in Scozia quando lei aveva quattro anni. Truss ha frequentato la West Primary School a Paisley, Renfrewshire, seguita dalla Roundhay School, una scuola pubblica nel nord-est di Leeds. Ha vissuto in Canada per un anno contrapponendo l'atteggiamento competitivo nella scuola canadese con l'educazione ricevuta a Leeds. Ha studiato filosofia, politica ed economia al Merton College di Oxford, laureandosi nel 1996.

## Carriera politica
Truss è stata presidente dei Liberal Democratici dell'Università di Oxford e membro del comitato esecutivo nazionale della sua ala giovanile e studentesca. Ha anche espresso sentimenti repubblicani alla conferenza dei Liberal Democratici del 1994. Truss aderì al Partito Conservatore nel 1996.
Da luglio 2019 ricopre il ruolo di Segretario di Stato per il commercio internazionale e di Presidente del Board of Trade; dal 10 settembre 2019 è Ministro delle donne e delle pari opportunità. Responsabile del commercio internazionale, ha autorizzato la vendita di attrezzature militari alla Russia per un valore di 289 milioni di sterline in pochi mesi, cosa che le fu imputata dopo l'inizio della guerra contro l'Ucraina nel 2022. Ha anche autorizzato la vendita di armi all'Arabia Saudita nonostante la guerra in Yemen.
Membro del Partito conservatore, è stata membro del parlamento per il collegio sud-ovest di Norfolk alle elezioni generali nel Regno Unito del 2010. È stata segretario di Stato per l'ambiente, l'alimentazione e gli affari rurali dal 2014 al 2016, sottosegretario di Stato alla giustizia e Lord Cancelliere dal 2016 al 2017 e segretario capo al Tesoro dal 2017 al 2019.

### Segretario agli esteri (2021-2022)
Il 15 settembre 2021, durante un rimpasto di governo, Boris Johnson ha promosso Truss da Segretario per il commercio internazionale a ministro degli Esteri, in sostituzione di Dominic Raab. È la seconda donna parlamentare ad aver ricoperto la carica di ministro degli Esteri, dopo Margaret Beckett, e la prima donna conservatrice ministro degli Esteri. Nell'ottobre 2021 a Truss e al vice primo ministro Dominic Raab è stato detto da Boris Johnson che dovevano condividere l'uso di Chevening, una villa con 115 stanze, dopo che non erano riusciti a concordare chi avrebbe dovuto usarla esclusivamente. Alla Conferenza delle Nazioni Unite sui cambiamenti climatici del 2021 a Glasgow, ha affermato che la Francia ha agito in modo inaccettabile durante la disputa sulla pesca del Jersey.
Nell'ottobre 2021 ha invitato la Russia a intervenire nella crisi del confine tra Bielorussia e Unione europea. Nel novembre 2021, Truss e il suo omologo israeliano Yair Lapid hanno annunciato un nuovo accordo decennale che mira a impedire all'Iran di sviluppare armi nucleari. Nel dicembre 2021, ha incontrato Sergej Lavrov a Stoccolma, esortando la Russia a cercare la pace in Ucraina. In seguito tenne un discorso chiave sulla politica estera a Chatham House. Vuole un «rapporto commerciale e di investimento più stretto» con il Consiglio di cooperazione del Golfo che includa Arabia Saudita e Qatar. Un gruppo di parlamentari britannici ha esortato Truss a intervenire e impedire all'Arabia Saudita di condannare a morte lo studioso saudita Hassan al-Maliki per «aver condotto interviste con testate giornalistiche occidentali» e «possedere libri non autorizzati» da il Regno.
Nel gennaio 2022 l'ex primo ministro australiano Paul Keating, che fa parte del consiglio internazionale della China Development Bank, ha accusato Truss di fare commenti «demenziali» sull'aggressione militare cinese nell'Oceano Pacifico, affermando che «la Gran Bretagna soffre deliri di privazione di grandezza e rilevanza». Truss è stata nominata nel dicembre 2021 capo negoziatore del governo con l'Unione europea, a seguito delle dimissioni di Lord Frost.

Nel febbraio 2022, un gruppo di parlamentari e colleghi trasversali ha chiesto a Liz Truss di sanzionare il direttore del Ruler's Court di Dubai, Mohammed Al Shaibani. La richiesta è stata avanzata da Andrew Mitchell, Sir Iain Duncan Smith, Lord Hain, Sir Simon Hughes, Sir Peter Bottomley e Stephen Kinnock, che hanno evidenziato il caso di due uomini d'affari britannici, Ryan Cornelius e il suo socio in affari Charles Ridley, detenuti nel carcere di Dubai e sono stati vittime di «persecuzioni sanzionate dallo stato». Sia Cornelius che Ridley sono stati accusati di frode riguardante un prestito d'affari di 500 milioni di dollari percepito dalla Dubai Islamic Bank (DIB). 
Il 10 febbraio 2022 Truss ha incontrato il suo omologo russo Sergej Lavrov. Nel contesto delle tensioni tra Russia e Occidente per l'accumulo di truppe russe vicino al confine tra Russia e Ucraina, i colloqui tra i due ministri degli esteri sono stati descritti come «difficili». Lavrov ha descritto la discussione «come la conversazione di una persona muta e sorda». Ha respinto le «richieste di rimuovere le truppe russe dal territorio russo» come «deplorevoli» e ha chiesto a Truss se riconosceva la sovranità della Russia sulle regioni di Voronež e Rostov, due province russe dove sono schierate le truppe russe. Ha erroneamente pensato che Lavrov si riferisse ad aree dell'Ucraina e ha risposto che «il Regno Unito non riconoscerà mai la sovranità russa su queste regioni». Più tardi quel giorno, il Ministero degli Esteri ha preparato una legislazione per consentire più sanzioni contro organizzazioni e individui russi. Il 21 febbraio 2022, Truss ha condannato il riconoscimento diplomatico della Russia di due sedicenti repubbliche separatiste nel Donbass. Ha anche affermato che il governo britannico avrebbe approvato nuove sanzioni contro la Russia.
Il 27 febbraio 2022, in un'intervista alla televisione della BBC, a Truss è stato chiesto se avesse sostenuto qualcuno che si fosse offerto volontario per recarsi in Ucraina per aiutare nella sua difesa contro l'invasione russa, e ha risposto «assolutamente». Successivamente è stata criticata da altri parlamentari conservatori che hanno affermato che tale azione sarebbe stata illegale ai sensi del Foreign Enlistment Act 1870. Il portavoce di Boris Johnson ha affermato che i cittadini britannici non dovrebbero recarsi in Ucraina. Dopo che l'esercito russo è stato messo in massima allerta il 27 febbraio, i funzionari russi hanno affermato che era in risposta ai commenti di Truss. Ha detto che era necessario «lavorare con tutti gli alleati nel mondo», inclusa l'Arabia Saudita, quindi il Regno Unito non è più «dipendente» dalla Russia per petrolio e gas naturale. Il 27 aprile 2022, Truss ha affermato che gli alleati occidentali, compreso il Regno Unito, devono «raddoppiare e continuare ad andare oltre e più velocemente per spingere la Russia fuori dall'intera Ucraina», compresa la Crimea.
Nel giugno 2022, un comitato di parlamentari ha chiesto a Liz Truss le relazioni del Regno Unito con le nazioni del Golfo. Il parlamentare laburista Chris Bryant ha messo in dubbio i suoi obiettivi di politica estera rispetto al Golfo e ha anche sollevato il caso dell'omicidio di Jamal Khashoggi su presunti ordini di Mohammed bin Salman. Truss ha descritto gli stati del Golfo come «partner e importanti alleati» del Regno Unito, affermando che il suo obiettivo al momento era «la minaccia dalla Russia». Bryant ha chiesto se Truss abbia mai sollevato le preoccupazioni sui diritti umani con il Golfo, ma ha negato di fornire dettagli su discussioni private.

### Elezioni per la leadership del Partito Conservatore del 2022
Il 10 luglio 2022 Truss ha annunciato la sua intenzione di candidarsi alle elezioni per la leadership del Partito conservatore. Si è impegnata a tagliare le tasse il primo giorno e ha detto che avrebbe «combattuto le elezioni da conservatrice e governato da conservatrice», aggiungendo che avrebbe anche intrapreso «un'azione immediata per aiutare le persone ad affrontare il costo della vita». Ha detto che avrebbe annullato un previsto aumento dell'imposta sulle società e invertito il recente aumento delle aliquote dell'assicurazione nazionale, finanziato ritardando la data entro la quale è prevista la caduta del debito nazionale, come parte di un «piano a lungo termine per portare ridurre le dimensioni dello Stato e il carico fiscale». Il suo team ha detto che le sue principali influenze erano Margaret Thatcher, Ronald Reagan e l'ex Cancelliere dello Scacchiere Nigel Lawson.
Il 5 settembre 2022, è stata annunciata la vittoria di Truss, che ha sconfitto il suo avversario Rishi Sunak nella corsa alla leadership conservatrice ricevendo 81 326 voti contro i 60 399 ottenuti da Sunak.

### Primo ministro (2022) e ultimi anni in Parlamento

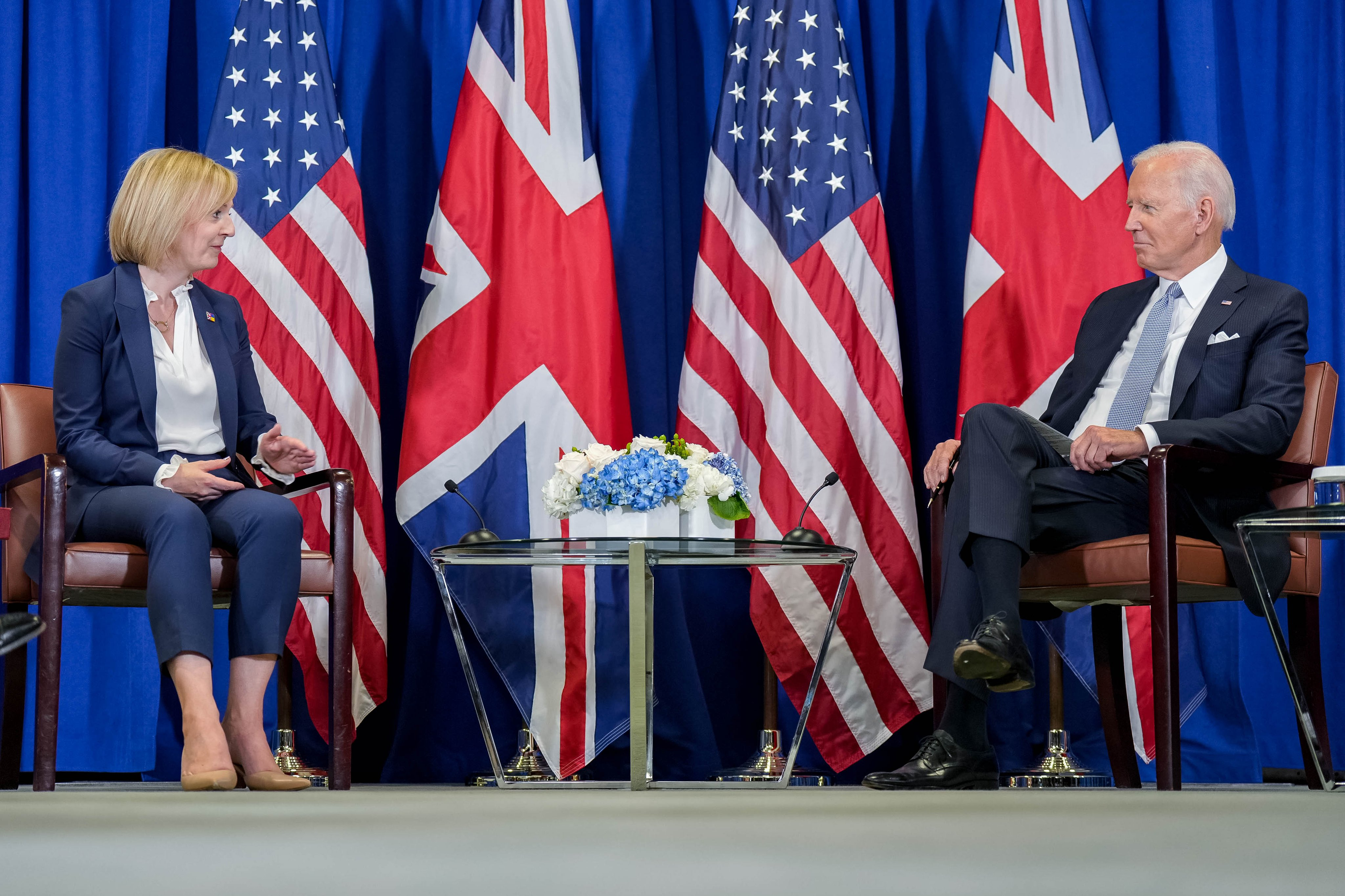
Liz Truss con il presidente degli Stati Uniti Joe Biden nel settembre 2022

Il giorno dopo la sua elezione a leader del Partito Conservatore, la regina Elisabetta II l'ha nominata Primo Ministro. Liz Truss è stata la terza donna a ricoprire tale carica nella storia del Regno Unito dopo Margaret Thatcher e Theresa May. La nomina ufficiale e il passaggio di consegne si sono svolti per la prima volta al Castello di Balmoral (Scozia) e non a Buckingham Palace a causa dei problemi di salute della Regina, che è poi deceduta solo due giorni più tardi, rendendo Truss la quindicesimo e ultimo Primo ministro del regno di Elisabetta II, nonché la prima del regno di Carlo III, figlio di Elisabetta e suo successore.
Il 20 ottobre 2022 ha annunciato le sue dimissioni dalla carica di leader del Partito Conservatore, conservando la carica di Primo Ministro fino all'insediamento di Rishi Sunak del 25 ottobre successivo. Alle elezioni del 2024 non è stata rieletta.

## Posizioni politiche

### Economia
Truss è nota per le sue opinioni libertarie economiche e per il suo sostegno al libero scambio. Ha fondato il Free Enterprise Group of Conservative MPs, una raccolta di parlamentari pro-libero mercato che si battono per un'economia più imprenditoriale e meno leggi sul lavoro.
Insiste sul suo programma "audace", con massicci tagli alle tasse "fin dal primo giorno"; una proposta controversa perché avvantaggia soprattutto i più ricchi. È contraria agli aiuti diretti in campo sociale. Ostile ai sindacati dei lavoratori, propone di limitare il diritto di sciopero. Liz Truss ha anche proposto, prima di rinunciare, di ridurre gli stipendi dei dipendenti pubblici al di fuori della città di Londra. Per quanto riguarda l'ambiente, Liz Truss vuole eliminare le tasse sull'energia che finanziano i progetti di energia rinnovabile e l'isolamento delle case. Ha dichiarato di voler autorizzare la fratturazione idraulica e aumentare le trivellazioni petrolifere nel Mare del Nord.

### Politica estera
Nel 2022 ha definito l'Arabia Saudita un "alleato", ma ha detto che non stava "condonando" le politiche del Paese. Truss ha promesso di "rivedere" il trasferimento dell'ambasciata britannica in Israele da Tel Aviv a Gerusalemme. Si è quindi rifiutata di dire se il Presidente francese debba essere considerato un amico o un nemico.
Truss è stata descritta in politica estera "un falco" nei confronti di Cina e Russia e ha chiesto alla Gran Bretagna di ridurre la dipendenza economica da entrambi i Paesi. Ha sostenuto alcune sanzioni diplomatiche ed economiche imposte dal governo britannico contro la Cina, incluso il divieto all'ambasciatore cinese a Londra Zheng Zeguang di entrare in Parlamento, in risposta al trattamento riservato dal governo cinese al popolo Uiguri e l'atteggiamento verso Taiwan. Ha accusato Rishi Sunak di "cercare relazioni economiche più strette" con la Cina. Truss ha detto che si rifiuterebbe di andare a Taiwan se fosse eletta primo ministro. Vuole includere la Cina nell'elenco delle "minacce ufficiali" alla sicurezza nazionale britannica e si dice pronta a scatenare una guerra nucleare se necessario.
Ha affermato che il Regno Unito e la Turchia sono "alleati chiave della NATO in Europa" e ha chiesto l'approfondimento della cooperazione Regno Unito-Turchia su "energia, difesa e sicurezza". Truss ha dichiarato che continuerà a sostenere Cipro nei suoi "sforzi per la riunificazione secondo il diritto internazionale e nell'aiutare a trovare una soluzione pacifica e duratura" al conflitto di Cipro tra greco-ciprioti e separatisti turco-ciprioti sostenuti dalla Turchia.

### Brexit
Truss ha sostenuto la permanenza del Regno Unito nell'Unione europea durante il referendum del 2016, dicendo: "Non voglio che le mie figlie crescano in un mondo in cui hanno bisogno di un visto o di un permesso per lavorare in Europa, o in cui è impedito loro di crescere un'impresa a causa dei costi esorbitanti delle chiamate e degli ostacoli al commercio. Ogni genitore desidera che i propri figli crescano in un ambiente sano, con acqua pulita, aria fresca e fiorenti meraviglie naturali. Far parte dell'UE aiuta a proteggere queste preziose risorse e questi spazi". Tuttavia, nel 2017 ha affermato che se si fosse tenuto un altro referendum, avrebbe votato per la Brexit, dicendo: "Credevo che ci sarebbero stati enormi problemi economici, ma quelli non si sono verificati e ho anche visto delle opportunità". Nelle elezioni per la leadership del Partito conservatore del 2022, Truss ha detto del suo sostegno a "Remain" che "mi sbagliavo e sono pronta ad ammettere di aver sbagliato". Ha aggiunto che "alcuni dei presagi di sventura non sono accaduti e invece abbiamo effettivamente liberato nuove opportunità" dopo la Brexit.

### Questioni sociali e culturali
Sulla cultura, Truss ha affermato che il Partito Conservatore dovrebbe "rifiutare il gioco a somma zero della politica dell'identità, rifiutiamo l'illiberalismo della cultura dell'annullamento e rifiutiamo il fanatismo morbido delle basse aspettative che trattiene così tante persone". Ha anche suggerito che il Regno Unito non dovrebbe ignorare la storia dell'Impero britannico, ma dovrebbe abbracciare la storia del paese "verruche e tutto" se vuole competere con Stati ostili.
Sui diritti LGBTQ+, Truss, secondo Reuters, ha votato per il matrimonio gay e non ha mai votato contro i diritti LGBTQ+, ma si è anche mossa per limitare i diritti trans. Ha parlato contro l'autoidentificazione di genere, affermando che "i controlli medici sono importanti". Ha detto di essere d'accordo sul fatto che "solo le donne hanno una cervice". Ha anche affermato che i dipartimenti governativi dovrebbero ritirarsi dal programma dei campioni della diversità di Stonewall. Nonostante inizialmente sostenesse la limitazione dei servizi per lo stesso sesso sulla base del sesso biologico, in seguito ha affermato nel febbraio 2022 che il governo non era interessato ad adottare tale misura.

## Vita privata
Nel 2000 Truss ha sposato il contabile Hugh O'Leary; i due si erano incontrati a un congresso del Partito Conservatore nel 1997. La coppia ha due figlie. Dal 2004 fino alla metà del 2005, ha avuto una relazione extraconiugale con il deputato, anch'egli sposato, Mark Field, che il Partito Conservatore le aveva nominato suo mentore politico. Tuttavia, il suo matrimonio con O'Leary è sopravvissuto allo scandalo.
Nel 2022 ha dichiarato: "Condivido i valori della fede cristiana e della Chiesa d'Inghilterra, ma non sono una persona religiosa praticante regolare". Liz Truss ama molto il karaoke ed è fan della cantante statunitense Taylor Swift.